# Wereldjodendom
De term "Weltjudentum" werd in 1908 voor het eerst gebruikt door de Duitse theoloog Gustav Adolf Deissmann. Deismann deed dat in zijn boek Licht vom Osten. Das Neue Testament und die neuentdeckten Texte der hellenistisch-römischen Welt. Deissmann was geen antisemiet en deed dit in een beschrijving van een zich verspreidende Joodse cultuur in de eerste eeuwen van onze jaartelling.
De nationaalsocialisten en andere antisemieten gaven aan de term later de betekenis van een wereldwijde Joodse entiteit en suggereerden niet alleen een verborgen en heimelijk werkende organisatie maar ook heimelijke doelen die "het wereldjodendom" na zou streven. Het begrip wordt door de Front Deutscher Äpfel gepersifleerd als het Weltbananentum.